# Erwin Hasselmann
Erwin Hasselmann (* 23. Januar 1903 in Hadmersleben, Provinz Sachsen; † 2. November 1994 in Hamburg) war ein deutscher Volkswirt, Genossenschafter und Publizist. Er war von 1948 bis 1964 Vorstandsmitglied im Zentralverband der deutschen Konsumgenossenschaften.

## Leben und berufliche Entwicklung

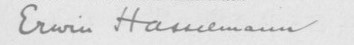
Unterschrift von Erwin Hasselmann

Hasselmann war der Sohn des Lehrers Ferdinand Hasselmann (1873–1947) und seiner Ehefrau Anna, geb. Schwarz (1876–1944). Nach dem Abitur am Gymnasium Schulpforta studierte er Nationalökonomie und Soziologie u. a. bei Hermann Heller, Max Weber und Ernst Troeltsch in Leipzig, Freiburg und Marburg. 1926 schloss er sein Studium als Dipl. Volkswirt ab, 1927 erfolgte die Promotion mit einer Dissertation über die Konsumgenossenschaftsbewegung. 1926 wurde er Vorsitzender der Sozialistischen Studentengruppe in Marburg und 1927 Mitglied der SPD. Ab 1928 war er Geschäftsführer des Landesverbandes der Polizeibeamten in Hamburg und zugleich Mitglied im Zentralverband der Angestellten. Hasselmann war Mitglied der Vertreterversammlung der Hamburger Produktion. Für ihn bedeutete Genossenschafter-Sein in erster Linie eine Haltung, die eine positive Einstellung zu seinen Mitmenschen verlangt. Diese Haltung zeigte sich 1933 bei Übernahme der Macht durch die Nationalsozialisten. Seinen Posten eines Geschäftsführers eines Hamburger Beamtenverbandes gab er auf. „Ich war Sozialdemokrat und wollte mich nicht gleichschalten.“
Am 7. April 1934 ging er in die Emigration nach Welwyn Garden City in Großbritannien. Bis 1936 war er freier Journalist und Übersetzer. Von 1937 bis 1948 war er Redakteur und Dokumentar für den Internationalen Genossenschaftsbund in London, Mitarbeiter mehrerer Genossenschaftszeitungen, u. a. in Großbritannien, Skandinavien, der Schweiz, Österreich und der CSR. Von 1945 bis 1948 war er ständiger Mitarbeiter der Manchester Evening News.
Im September 1948 kehrte er nach Deutschland zurück und wurde wieder Mitglied der SPD. Er wurde im selben Jahr in den Vorstand des Zentralverbandes deutscher Konsumgenossenschaften in Hamburg berufen, dem er bis zu seiner Pensionierung 1964 angehörte. Als deren Vertreter war er von 1948 bis 1966 Mitglied des Zentralvorstandes des Internationalen Genossenschaftsbundes in London (International Co-operative Alliance). Hasselmann war leitender Redakteur der Konsumgenossenschaftlichen Rundschau Der Verbraucher und Leiter der Verlagsgesellschaft deutscher Konsumgenossenschaften.
Er war zwei Mal verheiratet und hatte aus erster Ehe vier Kinder und aus zweiter Ehe zwei Kinder. Sein Sohn ist Klaus Ferdinand Hasselmann (geb. 1931 in Hamburg), ein deutscher Klimaforscher, Meteorologe und Ozeanologe, der für seine Beiträge zur Klimawandelmodellierung und -attribution im Jahr 2021 mit dem Nobelpreis für Physik ausgezeichnet wurde. Seine Enkeltochter ist die Virologin Dorothee von Laer.
Erwin Hasselmann wurde auf dem Friedhof Ohlsdorf beigesetzt.

## Veröffentlichungen
- Geschichte der deutschen Konsumgenossenschaften. Frankfurt a. M. 1971
- Die neueste Entwicklung der deutschen Konsumgenossenschaftsbewegung (1924 u. 1925). Dissertation, Hadmersleben 1927
- und trug hundertfältige Früchte. Ein Jahrhundert konsumgenossenschaftlicher Selbsthilfe in Stuttgart, Stuttgart 1964
- Die internationale Genossenschaftsbewegung 1947–1949. Hamburg 1951
- Im Strom der Zeit: 60 Jahre Zentralverband deutscher Konsumgenossenschaften. Hamburg 1963
- Am Anfang war die Idee Robert Owen Sturm und Drang des sozialen Gewissens in der Frühzeit der Kapitalismus. Hamburg 1958
- Eduard Pfeiffer und seine Bedeutung für die deutsche Konsumgenossenschaftsbewegung, Hamburg 1954, Verlagsgesellschaft deutscher Konsumgenossenschaften
- Dem Verbraucher verpflichtet : 75 Jahre Konsumgenossenschaft Göppingen 1889–1964. Hamburg 1964
- Jahrbuch des Zentralverbandes Deutscher Konsumgenossenschaften. Hamburg 1951
- Genossenschaftsfamilie GF-1952,1957,1956,1955,1954,1958,1959,1960. Zeitschrift in Hamburg
- mit Philip Snowden: Der Glaube eines Demokraten. Hamburg 1930, Übersetzung
- Die genossenschaftliche Selbsthilfe der Verbraucher. Hamburg 1958
- Der Internationale Genossenschaftsbund und die Genossenschaftsbewegung in den Jahren 1949 bis 1951. Hamburg 1951
- Mit vereinten Kräften. Aus der Genossenschaftsarbeit in aller Welt. Hamburg 1952
- Die Rochdaler Grundsätze im Wandel der Zeit. Veröffentlichungen der Deutschen Genossenschaftskasse, Zentralbank der Genossenschaften, Band 4, Frankfurt/Main 1968